# Damaeus pseudoauritus
Damaeus pseudoauritus är en kvalsterart som beskrevs av Bulanova-Zachvatkina 1957. Damaeus pseudoauritus ingår i släktet Damaeus och familjen Damaeidae. Inga underarter finns listade i Catalogue of Life.